# Магомет Гаџијев
Магомет Имадутдинович Гаџијев (рус. Магомет Имадутди́нович Гаджи́ев; село Мегеб, 20. октобар 1907 − Баренцово море, 12. мај 1942) био је совјетски војник аварске националности, учесник Великог отаџбинског рата и први Дагестанац добитник признања Херој Совјетског Савеза. Током рата служио је као капетан друге класе (потпуковник) и командир подморнице у оквиру Северне флоте Совјетске ратне морнарице.
У његову част, град Гаџијево у Мурманској области носи његово име. 
Године 1925. улази у службу у ратној морнарици, а 1932. са успехом окончава школовање на Високој поморској школи. Након тога служи на подморници класе АГ А2 у Црноморској флоти где је био други у рангу заповедништва. Године 1939. дипломирао је на Ворошиловској морнаричкој академији, а потом је у септембру исте године постао чланом Северне флоте у оквиру које је у октобру 1940. постављен на место команданта прве дивизије подморничке флотиле. Други светски рат је дочекао служећи у Северној флоти, а у лето 1942. под његовом командом потопљено је десет немачких подморница. 
Погинуо је 12. маја 1942. након што је подморница К-23 на којој се налазио потопљена у нападу немачке авијације. Звање Хероја Совјетског Савеза додељено му је посмртно 23. октобра 1942. године. 